# Associazione Calcio Legnano
L'Associazione Calcio Legnano S.S.D. r.l., meglio nota come Legnano, è una società calcistica italiana con sede nella città di Legnano. Milita in Eccellenza, la quinta divisione del campionato italiano.
Ha come colore sociale il lilla, tonalità cromatica che costituisce quasi un unicum nel panorama calcistico internazionale.
Fondata, secondo la tradizione, il 1º gennaio 1913 con il nome di Football Club Legnano, fu una delle prime squadre calcistiche di città non capoluogo di provincia a prendere parte al campionato di massima serie: l'esordio in Prima Categoria, all'epoca denominazione del massimo livello del calcio italiano, fu nella stagione 1919-1920, cui seguirono un altro campionato nella medesima serie, 5 stagioni in Prima Divisione e un campionato in Divisione Nazionale, mentre il debutto nella neo-costituita Serie A a girone unico avvenne nel 1930-1931. La società cambiò poi nome in Associazione Calcio Legnano nel 1936. Negli anni 1950 il Legnano partecipò ad altre due stagioni di Serie A, senza però andare mai oltre l'ultimo posto, portando il computo totale del numero di campionati in massima serie a 11 stagioni. Prese anche parte a 15 campionati di Serie B, l'ultimo nella stagione 1956-1957.
Al termine del campionato 2009-2010, disputato in Lega Pro Seconda Divisione, il Legnano venne escluso da tutti i tornei nazionali per gravi inadempienze finanziarie e infine radiato dalla FIGC in data 27 febbraio 2012. Nel 2011, dopo un anno di inattività, fu fondata una nuova società, l'Associazione Sportiva Dilettantistica Legnano 1913 Calcio, che decise di usufruire dei colori e parzialmente del nome del sodalizio storico, ripartendo dal campionato regionale di Prima Categoria.
Dal 7 maggio 2015 l'A.S.D. Legnano 1913 ha riacquisito ufficialmente il nome e gli emblemi della vecchia società assumendo la denominazione di A.C. Legnano.

## Storia

### La fondazione della società

Un momento dell'incontro Legnano-Inter di Coppa Lombardia 1916-1917 (11 marzo 1917 - girone finale - 1ª giornata di ritorno), e terminato 3-2 per i nerazzurri

La data di fondazione del Legnano non è nota, non essendocene traccia nei documenti di archivio: il 1º gennaio 1913 è pertanto una data di fondazione simbolica. La data di costituzione della società va ricercata tra il gennaio e l'agosto del 1913, dato che la prima stagione ufficiale disputata dal Legnano fu il campionato 1913-1914.
Il primo presidente fu Aldo Visconti mentre, al primo consiglio societario del neo costituito sodalizio sportivo, come presidente onorario, venne eletto Eugenio Tosi. In occasione del primo consiglio d'amministrazione, fu decretato anche il colore sociale, che non venne più cambiato: il lilla.
Il terreno di gioco era un campo da calcio in via Lodi costruito a spese dell'azienda metalmeccanica legnanese Franco Tosi e dell'industriale Antonio Bernocchi.

### In massima serie

Formazione del Football Club Legnano degli anni 1920, il decennio d'oro dei Lilla

Dopo aver preso parte a campionati regionali il Legnano, nel 1919, dopo la fine della prima guerra mondiale, venne ammesso in Prima Categoria — la massima serie dell'epoca — per meriti sportivi. Nella stagione 1920-1921 la squadra vinse l'eliminatoria lombarda laureandosi campione di Lombardia di I Categoria nonostante la concorrenza di squadre blasonate quali Milan e Inter e qualificandosi alle semifinali, dove venne inserita nel Girone C insieme a Torino, Padova e Mantova. Contese al Torino, fino all'ultima giornata, il primo posto nel girone, ma un'inaspettata sconfitta a Mantova impedì ai Lilla di operare il sorpasso, rendendo necessario uno spareggio tra le due squadre: l'incontro si disputò sul neutro di Vercelli e fu sospeso sul risultato di 1-1 durante la cosiddetta "oltranza", dopo ben due ore e 38 minuti di gioco. La ripetizione dello spareggio si sarebbe dovuta disputare la settimana successiva ma le due squadre, estremamente spossate, decisero di rinunciare alle finali ritirandosi dal campionato per esaurimento delle forze a sole tre partite dalla finalissima che assegnava il titolo di campione d'Italia.
Nel luglio del 1921 accolse per fusione il club Giovani Calciatori Legnanesi. Nella stagione 1920-1921 anche la G.C. Legnanesi militava in Prima Categoria, e quindi la città di Legnano era rappresentata, al massimo livello, da due società calcistiche. Essendo però inseriti in due gruppi differenti, i due club non disputarono mai un derby.
I campionati successivi non furono altrettanto esaltanti: nel 1924-1925 il Legnano sfiorò la retrocessione con un 11º posto nel girone A della Prima Divisione Nord. La discesa nella serie inferiore fu rinviata solo di un anno: complice la prevista riduzione delle partecipanti al torneo di massima serie a sole 16 società a partire dal 1926-1927, e la conseguente introduzione di quattro retrocessioni per girone, il Legnano non riuscì a evitare la retrocessione con il 12º e ultimo posto nel girone A della Prima Divisione Nord, dopo aver perso gli spareggi per l'ammissione alla Divisione Nazionale (nuovo nome del primo livello del calcio italiano) contro l'Alessandria.

### Il ritorno in Divisione Nazionale e l'esordio in Serie A

Milan-Legnano del 30 novembre 1930 (10ª giornata di andata), disputata all'Arena Civica e terminata 2-0 per i rossoneri

Dopo due anni di permanenza nella divisione cadetta, con la promozione sfiorata sul campo soprattutto nel 1927-1928 (2º posto nel girone B della Prima Divisione Nord), nell'estate del 1928 il Legnano, classificatosi secondo, fu ripescato d'ufficio in Divisione Nazionale (la massima serie dell'epoca), complice l'allargamento della stessa a 32 squadre e la scomparsa dell'Unione Sportiva Milanese, nel frattempo fusesi con l'Inter a formare l'Ambrosiana. I Lilla disputarono un campionato pessimo, terminando al 16º e ultimo posto nel girone A della Divisione Nazionale e retrocedendo in Prima Divisione, da quell'anno declassata a terzo livello del calcio italiano. Tuttavia in estate la FIGC allargò i tornei di Serie A e B della Divisione Nazionale a 18 società portando al ripescaggio delle 4 retrocesse in Prima Divisione, tra cui il Legnano, che vennero riammesse in Serie B.
Nella stagione 1929-1930, con un 2º posto in Serie B, il Legnano risalì subito in A, ma la permanenza in massima serie durò solo una stagione conclusa al 18º e all'ultimo posto con conseguente ritorno immediato nella serie cadetta. Seguirono quattro stagioni in Serie B, con piazzamenti a metà classifica, che culminarono, nel 1934-1935, con la retrocessione in Serie C. Nel luglio 1936 la società cambiò nome abbandonando l'albionico Football Club Legnano per il più italico Associazione Calcio Legnano.
Seguirono due stagioni pessime in C, con la squadra retrocessa due volte in Prima Divisione Regionale e altrettante volte ripescata in C dalla federazione. Nelle stagioni successive il Legnano, pur riprendendosi parzialmente e non rischiando più la retrocessione, non riuscì mai a lottare per la promozione, e il risultato migliore negli ultimi otto anni dell'anteguerra fu il terzo posto conseguito nel girone D di Serie C nella stagione 1942-1943. Dal 1943 al 1945 l'attività ufficiale fu sospesa per gli eventi bellici conseguenti all'armistizio di Cassibile dell'8 settembre 1943. Durante la stagione 1943-1944 il Legnano disputò il primo e unico derby della città del Carroccio organizzato in un campionato della FIGC: nel torneo di Serie C Alta Italia i Lilla incontrarono in una doppia sfida la Robur Legnano, che sconfissero 3 a 1 in casa e 2 a 1 in trasferta.

### I primi anni del secondo dopoguerra: tra Serie A e B

Un'immagine di Legnano-Bologna del 3 febbraio 1952, che costò la sconfitta a tavolino 2-0 per le aggressioni all'arbitro Bruno Tassini

Nella stagione 1945-1946, con la ripresa dei campionati, il Legnano fu ammesso in qualità di società di terza fascia, al campionato misto di Serie B-C dell'Alta Italia. A fine stagione, per decreto della FIGC, la compagine lilla fu ammessa d'ufficio nella nuova Serie B per via della decisione di organizzare il torneo cadetto — ancora per due stagioni — a più gironi in modo tale da limitare il costo delle trasferte per poi tornare, successivamente, al girone unico. Dopo alcuni campionati nella serie cadetta, nella stagione 1950-1951 (presidente Pino Mocchetti), con un 2º posto in Serie B, fu promosso dopo vent'anni di astinenza, in Serie A.
Ancora una volta, però, la permanenza in massima serie si concluse dopo appena una stagione con il 20º posto in Serie A: alla prima di ritorno, il 3 febbraio 1952, Bruno Tassini, l'arbitro di Legnano-Bologna, vinta dai rossoblu con un rigore a pochi minuti dalla fine, subì un'aggressione da parte di alcuni tifosi lilla alla stazione Centrale di Milano, durante la quale gli ruppero otto denti, per cui la squadra lombarda subì una pesante squalifica del campo e la sconfitta a tavolino per 2-0 vedendo compromesso il suo campionato, che si concluse con una nuova retrocessione in Serie B.

Una formazione del Legnano nel 1956-1957, l'ultima a disputare il campionato di Serie B

Ritornò in Serie A dopo appena una stagione in virtù del 2º posto in Serie B dopo lo spareggio col Catania (presidente Giovanni Mari). Ancora una volta il Legnano concluse il proprio campionato in massima serie all'ultimo posto, ritornando immediatamente in Serie B. Da allora i Lilla non fecero più ritorno in Serie A.
Seguì un inesorabile declino: già nel 1955-1956 ottenne solo un 14º posto in Serie B. La retrocessione in terza serie arrivò l'anno successivo: concludendo il torneo di B 1956-1957 al 18º posto, scese in Serie C. Da allora il Legnano non avrebbe fatto più ritorno nemmeno in Serie B.
Negli anni 1950 si parlò della fusione del Legnano con la Pro Patria a formare un nuovo sodalizio calcistico, l'Olonia (dal nome del fiume che attraversa Legnano e che passa non lontano da Busto Arsizio: l'Olona), che avrebbe dovuto avere la divisa sociale bianca cerchiata di blu e di lilla: l'iniziativa non ebbe però seguito, sebbene la trattativa tra le due società fosse in uno stadio molto avanzato.

### I decenni seguenti: tra Serie C e D

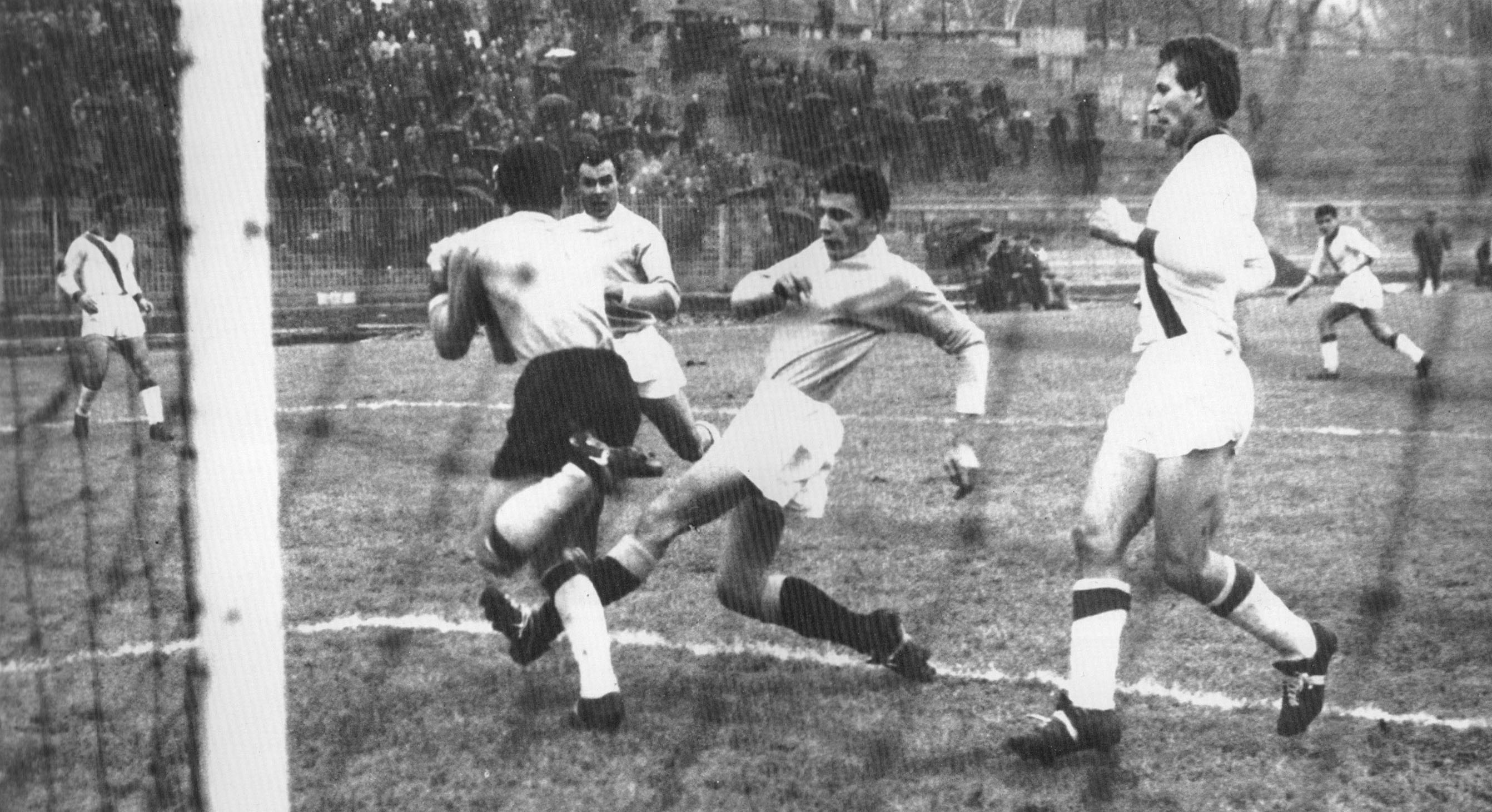
Gigi Riva in azione al Legnano nella stagione 1962-1963

Seguì un ventennio di permanenza in Serie C (dal 1957-1958 al 1974-1975), nel quale il Legnano non fu praticamente mai in lotta per la promozione in B (il massimo risultato fu il quinto posto raggiunto nelle stagioni 1959-1960, 1963-1964 e 1969-1970: in particolare, in quest'ultima stagione, l'obiettivo della dirigenza era quello di riapprodare in serie B, obbiettivo che però non fu raggiunto), concludendo spesso la stagione a metà classifica. Al termine della stagione 1974-1975 arrivò la prima retrocessione in Serie D a causa del 20º posto nel girone A di Serie C.
Dopo aver sfiorato il ritorno in C nella stagione 1976-1977 (2º posto nel girone B di Serie D), al termine della stagione 1977-1978, in virtù del 2º posto nel girone B di Serie D, il Legnano venne ammesso nel neo-costituito campionato di Serie C2. Nella stagione 1978-1979 rischiò tuttavia di far immediato ritorno in D, raggiungendo la salvezza solo vincendo lo spareggio con la Pro Vercelli. Nel 1978 il Legnano si trasformò in società per azioni: l'obiettivo, che non venne però raggiunto, fu quello di migliorare la situazione finanziaria grazie all'azionariato popolare. Dopo alcuni campionati di alto livello (con due quarti posti in tre stagioni), nella stagione 1982-1983 il Legnano, vincendo il girone B di Serie C2, venne promosso in Serie C1.
Dopo alcuni campionati a metà classifica, nella stagione 1986-1987 il Legnano si classificò solo al 18º posto nel girone A di Serie C1, scendendo nuovamente in Serie C2. Dopo una serie di stagioni discrete, con la promozione in C1 sfiorata nella stagione 1988-1989 (3º posto nel girone B di Serie C2), la squadra declinò retrocedendo nel Campionato Nazionale Dilettanti al termine della stagione 1991-1992 (20º posto nel girone A di Serie C2).

Formazione del Legnano nel 1971-1972, con indosso la seconda maglia bianca con banda lilla

Nel 1989, prima dell'inizio della nuova stagione, il CONI insignì il Legnano della Stella d'oro al merito sportivo con la seguente motivazione:
(Motivazione dell'assegnazione all'Associazione Calcio Legnano della Stella d'oro al merito sportivo)
Il ritorno tra i professionisti fu immediato: vincendo il girone A del Campionato Nazionale Dilettanti, il Legnano ritornò, dopo appena una stagione, in Serie C2. Nella stagione successiva sfiorò la seconda promozione consecutiva, questa volta in C1, con un 3º posto nel girone A di Serie C2.

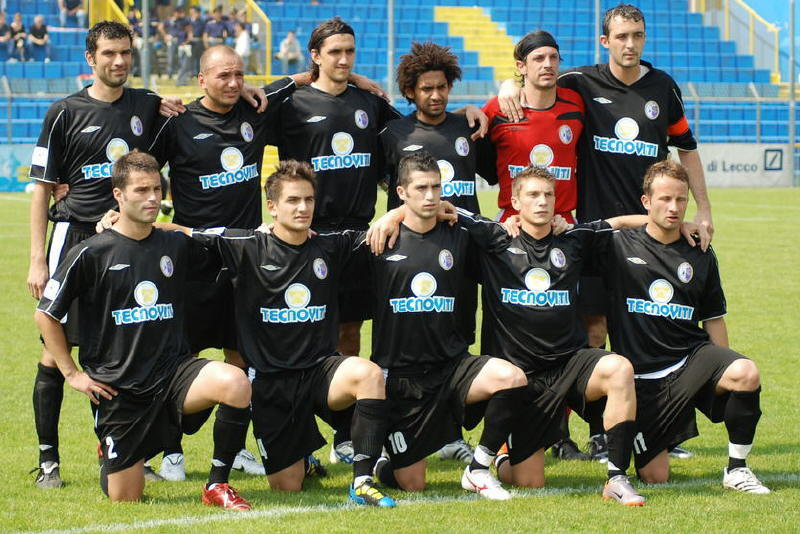
Formazione del Legnano nel 2009-2010

La squadra ancora una volta conobbe una fase di declino e, dopo una stagione di transizione (8º posto nel girone A di Serie C2), al termine del campionato 1995-1996, retrocesse nel Campionato Nazionale Dilettanti dopo i play-out. Rimase tra i Dilettanti per quattro stagioni, raggiungendo la promozione solo al quarto tentativo (1999-2000, allorché vinse il girone B della Serie D (nuovo nome del campionato), raggiungendo l'obbiettivo promozione).
Nelle stagioni successive la squadra riuscì sempre a salvarsi, in due occasioni ai play-out: nella prima occasione, stagione 2000-2001, vinse i play-out col Moncalieri, nella seconda, campionato 2003-2004, li vinse col Savona. Nella stagione 2006-2007, vincendo il girone A di Serie C2, venne promosso in Serie C1.
La permanenza nella terza serie durò appena due stagioni: dopo un 7º posto a ridosso della zona play-off nella stagione 2007-2008, già nella successiva, concludendo al 18º posto nel girone A di Lega Pro Prima Divisione (nuovo nome del campionato), venne retrocessa direttamente in Lega Pro Seconda Divisione. Nel campionato 2009-2010 il Legnano sfiorò il ritorno in Prima Divisione (la vecchia C1), fermandosi solo nella finale dei play-off con lo Spezia. La stagione fu però segnata da gravi difficoltà economiche, con ritardi nel pagamenti degli stipendi ai giocatori e vari passaggi di proprietà del club.

### Il fallimento, la nuova società e la riacquisizione del nome storico

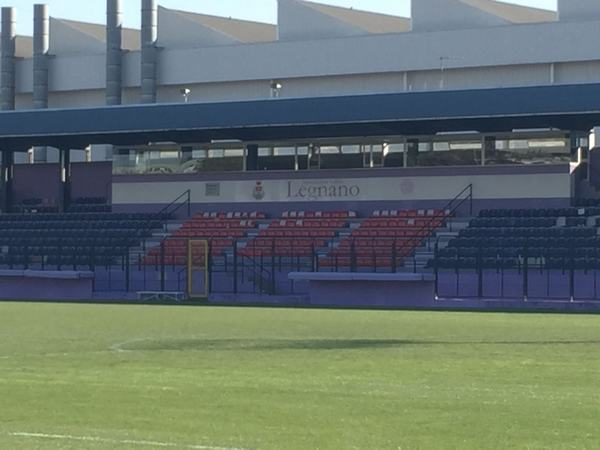
La tribuna centrale dello stadio Giovanni Mari

Il 16 luglio 2010 la società, a causa dell'ingente indebitamento, fu esclusa dalla Lega Pro e radiata da tutti i campionati nazionali. Non fu neppure possibile iscriversi in un campionato dilettantistico regionale per la stagione 2010-2011, nonostante gli sforzi per creare in tempo un nuovo sodalizio. Il 2010 segnò pertanto la fine dell'esistenza della società storica.
Dopo una stagione di stop assoluto, il 15 luglio 2011, è stata fondata una nuova squadra, l'A.S.D Legnano Calcio 1913, che si è iscritta al campionato di Prima Categoria della Lombardia per la stagione 2011-2012, venendo inserita nel girone N. Il nuovo sodalizio ha vinto il campionato guadagnando l'accesso alla Promozione, dove è stato inserito nel girone A. Al termine della stagione 2012-2013 la squadra è giunta di nuovo prima, aggiudicandosi il campionato e ottenendo la promozione in Eccellenza.
Nel massimo livello del calcio dilettantistico regionale i Lilla si sono piazzati dapprima secondi nella stagione 2013-2014, poi quarti nel 2014-2015, guadagnando per due volte l'ammissione ai play-off. Nello specifico, il percorso che avrebbe potuto portare i Lilla alla promozione si è arrestato contro il Magra Azzurri nel 2014 e contro il Verbano nel 2015.

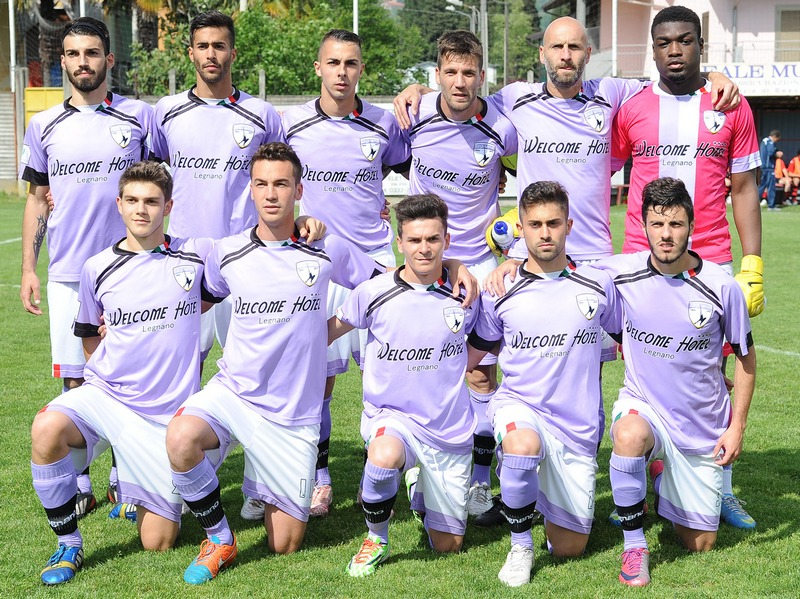
Formazione dell'A.S.D. Legnano 1913 Calcio nel 2014-2015

Il 7 maggio 2015 l'A.S.D. Legnano 1913 ha acquisito ufficialmente i diritti sul nome e sugli emblemi della vecchia società A.C. Legnano, assumendo il nome di Associazione Calcio Legnano, al termine di una lunga trattativa con la curatela fallimentare del vecchio club che si è conclusa il 23 aprile 2015.
Nell'estate 2015 il club ha presentato senza successo una richiesta di ripescaggio nel campionato di Serie D 2015-2016, partecipando pertanto per il terzo anno consecutivo al girone A di Eccellenza Lombardia 2015-2016. Il Legnano si è piazzato al secondo posto e quindi ha avuto accesso diretto alla finale dei play-off regionali, che ha vinto qualificandosi alla fase nazionale: qui i Lilla sono stati ancora vittoriosi garantendosi la promozione in Serie D. Nella medesima stagione la squadra è riuscita a raggiungere la finale di Coppa Italia Dilettanti Lombardia, poi persa per 2-0 contro l'Ardor Lazzate il 19 dicembre 2015.
La stagione 2016-2017 si rivela difficoltosa: il Legnano infatti si ritrova fin dalle prime giornate nelle ultime posizioni della classifica, rischiando la retrocessione diretta. Dopo un doppio cambio di allenatore i Lilla disputano tuttavia un finale di stagione di buon livello, qualificandosi in extremis per i play-out, dai quali però escono sconfitti per 3-0 contro la Bustese, retrocedendo in Eccellenza.
Nella stagione 2017-2018 il Legnano si classifica 5º nel girone A dell'Eccellenza Lombardia e 2º nel girone 8 della Coppa Italia Dilettanti Lombardia, mentre nella stagione 2018-2019 di Eccellenza Lombardia i Lilla si classificano al 3º posto del girone A dell'Eccellenza Lombardia perdendo la finale dei play-off nazionali e al 2º posto del girone 10 della Coppa Italia Dilettanti Lombardia. Al termine della stagione vengono ripescati in Serie D, campionato che disputano anche nelle stagioni 2020-2021, 2021-2022, 2022-2023 e 2023-2024. Nel dicembre del 2022 si registra un cambio di proprietà, con il patron Giovanni Munafò che cede la società ad Emiliano Montanari. Nel 2024 avviene un nuovo cambio di proprietà, con Enea Benedetto che sostituisce Emiliano Montanari nel ruolo di proprietario e presidente della società lilla. La stagione 2023-2024 si conclude poi con il 16º posto in classifica e con la retrocessione in Eccellenza in seguito alla sconfitta per 5-0 contro la Castellanzese nei play-out.

## Cronistoria
Qui sotto la cronistoria dell'Associazione Calcio Legnano SSD:

## Colori e simboli

### Colori

Formazione-tipo del Legnano nella stagione 1953-1954 (l'ultima per il club in Serie A): i giocatori indossano la seconda maglia, nera con fascia lilla

Sin dalla fondazione, il Legnano ha adottato quale colore sociale il lilla. La divisa ufficiale comprende quindi una maglia in tinta unita lilla, generalmente abbinata con pantaloncini e calzettoni bianchi: tale accostamento cromatico costituisce quasi un unicum nel panorama calcistico internazionale. Nel corso della sua storia il Legnano ha raramente derogato a tale schema: hanno fatto eccezione la saltuaria apposizione di una fascia bianca sul petto o (per quanto concerne i calzettoni) l'adozione di indumenti neri nei primi anni d'esistenza del club e di un modello fasciato bianconero nella stagione 1950-1951.
Tra le casacche da trasferta (ove lo schema ha conosciuto numerose variazioni nel corso dei decenni) degna di menzione è la maglia nera con fascia lilla trasversale al centro del busto, portata al debutto nell'annata 1953-1954 e particolarmente amata dai tifosi legnanesi.

### Simboli ufficiali

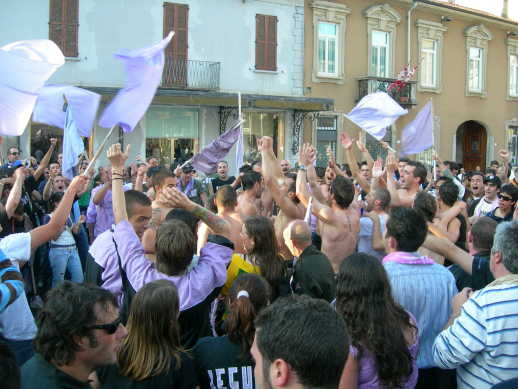
Tifosi in festa in piazza San Magno a Legnano il 6 maggio 2007 per la promozione in Serie C1 dei Lilla

Simbolo della società è il Monumento al Guerriero di Legnano, realizzato nel centro della città sul finire del XIX secolo dallo scultore Enrico Butti in memoria della battaglia di Legnano (episodio chiave della guerra intrapresa dal Sacro Romano Impero Germanico per tentare di affermare il suo potere sui comuni dell'Italia settentrionale) su esortazione di Giuseppe Garibaldi, che il 16 giugno 1862 aveva tenuto un discorso a Legnano in cui accostava tale episodio all'epopea risorgimentale. Garibaldi pronunciò queste parole: 
(Giuseppe Garibaldi)

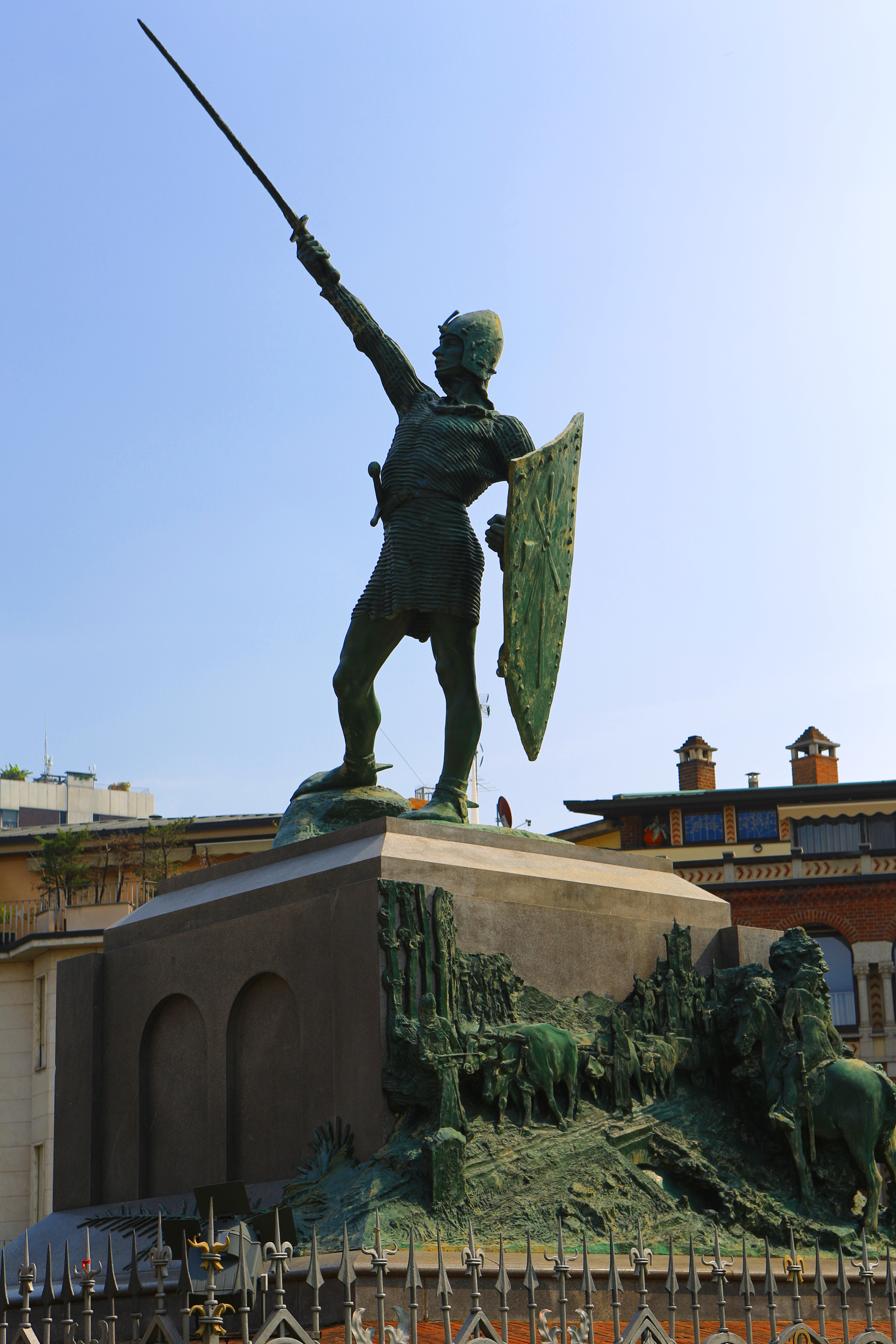
Il Monumento al Guerriero di Legnano

Garibaldi parlò da un balcone di un edificio non più esistente che si trovava all'angolo tra corso Garibaldi e via Crispi: al suo posto ora si trova il retro della sede centrale della Banca di Legnano. A ricordo dell'avvenimento, sul muro perimetrale dell'edificio che ospita la banca, è stata apposta una targa commemorativa.
L'iconografia di tale statua (raffigurante un soldato in armatura che leva verso alto una spada, in modo da simboleggiare la fine della battaglia e la sconfitta di Federico Barbarossa) è spesso erroneamente associata al leggendario condottiero lombardo Alberto da Giussano ed è particolarmente nota e popolare anche in ambito extracalcistico, essendo stata utilizzata nell'identità visiva dell'azienda ciclistica Legnano, nonché dalla Brigata meccanizzata "Legnano" dell'Esercito Italiano, dal partito politico della Lega Nord e dal corpo bandistico municipale della città di Legnano.

#### Stemma
Il primo stemma del Football Club Legnano era un monogramma con le lettere FCL intrecciate e racchiuse in un cerchio lilla bordato di nero. Nel 1936, in seguito al cambio di denominazione in Associazione Calcio Legnano, il monogramma venne conseguentemente ridisegnato con le lettere ACL, racchiuse in un cerchio di colore lilla bordato di bianco.
Da quest'ultimo emblema venne elaborato un complesso simbolo societario, adottato a più riprese e infine reintrodotto nel 2015 in occasione della riacquisizione della denominazione e del marchio della fallita Associazione Calcio Legnano da parte dell'A.S.D. Legnano 1913, che consiste di un ancile partito lilla e bianco e bordato di nero ed oro, contenente sulla destra il summenzionato monogramma ACL in oro, che è accostato sulla sinistra dall'effigie stilizzata del monumento al Guerriero di Legnano. Nella parte superiore dell'ovale è presente la scritta Legnano a lettere stampatelle nere, mentre nella sezione inferiore è riportato l'anno di fondazione della società (1913).
La versione di questo simbolo adottato fino al 2010 era sostanzialmente identica a quella appena descritta: le differenze consistevano nella bordura dello scudo (il cui motivo ricordava un cordone dorato), in una gradazione più intensa del colore lilla nella sezione destra dell'ovale e in una versione più dettagliata dell'effigie del Guerriero impressa nella sezione sinistra.

Il monogramma del Football Club Legnano, utilizzato fino alla stagione 1935-1936
Il monogramma ACL, storico simbolo della società dal 1936 e ripreso nel 2017 come simbolo ufficiale
L'emblema in uso fino al fallimento del 2010
Lo stemma in uso dal 2015 al 2017

#### Inno
Il primo inno ufficiale dell'Associazione Calcio Legnano, che venne scritto in dialetto legnanese, fu Me car Legnan (it. "Mia cara Legnano"). Il testo e la musica di questo componimento musicale sono di Ernesto Parini (1909-1993). Il brano musicale è anche, più in generale, l'inno della città di Legnano.
Nel 2015 è stato registrato il nuovo inno ufficiale: Lilla, siamo noi. Il testo, la musica e l'arrangiamento del nuovo brano musicale ufficiale della società sono di Giuseppe Calini.

## Strutture

### Stadio

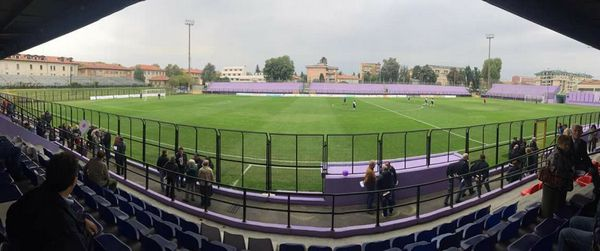
Vista interna dello stadio Giovanni Mari.

Dal 1913 al 1921 il campo di gioco casalingo del Legnano fu un terreno ubicato in via Lodi, opportunamente attrezzato a cura dell'azienda metalmeccanica legnanese Franco Tosi e dell'industriale locale Antonio Bernocchi.
Il 2 ottobre 1921 venne inaugurato il nuovo stadio civico, ubicato in via Carlo Pisacane, che da allora assolve la funzione di campo interno del sodalizio lilla. Capace di 5 000 posti (in parte coperti), l'impianto dal 1987 è dedicato a Giovanni Mari, presidente dell'Associazione Calcio Legnano dal 1952 al 1954 e dal 1979 al 1987.
Lo stadio ospita inoltre l'annuale corsa ippica che chiude il Palio di Legnano, all'ultima domenica di maggio.

### Centro di allenamento
La formazione lilla svolge le sedute di allenamento in una struttura sportiva situata a Legnano in via Parma, dov'è presente un campo sintetico. Fino agli novanta del XX secolo, il Legnano svolgeva i suoi allenamenti al già citato campo di via Lodi, che aveva anche la funzione di campo casalingo delle formazioni giovanili.

## Società

### Organigramma societario
L'organigramma societario del Legnano è:
- Sergio Zoppi - Presidente
- Roberto Nava - Direttore Generale
- Giovanni Russo - Direttore Operativo
- Andrea Mirigliani - Consigliere di Amministrazione
- Giovanni Mitti - Consigliere di Amministrazione
- Riccardo Olgiati - Consigliere di Amministrazione

Dirigenti
- Mario Tajè - Segretario
- Corrado Cagliero - Ufficio Stampa
- Emilio Ferre - Direttore Logistico

### Sponsor
Di seguito la cronologia di fornitori tecnici e sponsor ufficiali.
| Cronologia degli sponsor tecnici - 1913-1984 nessuno sponsor - 1984-1988 Adidas - 1990-1992 StellaSport - 1992-1993 Erreà - 1997-1998 Erreà - 1999-2002 Erreà - 2002-2003 Lotto Sport Italia - 2003-2005 Virma - 2005-2010 Umbro - 2011-2012 Umbro - 2012-2015 Erreà - 2015-2017 Joma - 2017-2019 Kappa - 2019-2020 Macron - 2020-2023 Erreà - 2023-2024 Mizuno - 2024- Legea | Cronologia degli sponsor ufficiali - 1913-1981 nessuno sponsor - 1981-1983 Komarek - 1983-1984 Ivy Oxford - 1984-1986 nessuno sponsor - 1986-1987 Ranger Antifurto - 1987-1989 Duplotex - 1989-1990 Bianchi Automobili - 1990-1992 Its Artea - 1992-1994 Teorema Tour - 1997-2001 Il Giorno - 2001-2002 Mussari - 2002-2005 Star 10 - 2006-2007 ColorGraf - 2007-2010 TecnoViti - 2014-2015 Welcome Hotel Legnano - 2015-2016 Welcome Hotel Legnano, IBF, Palio di Legnano - 2016-2018 IBF - 2018-2019 Edil Sae, TAP Tech - 2019-2020 Edil Sae, TAP Tech, Italiana Assicurazioni - 2020-2023 EffeGiCi, Edil Sae, TAP Tech, Agenzia generale Munafò - 2023- Nuova Elettra |

### Impegno nel sociale

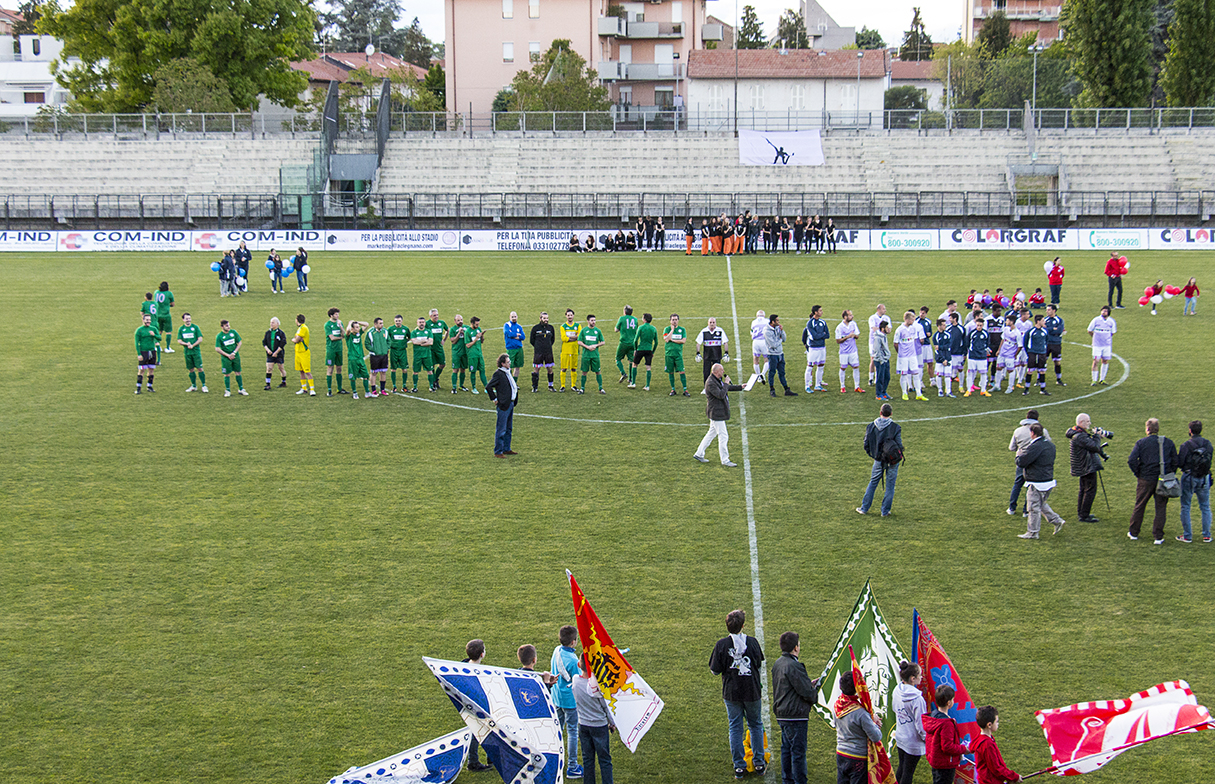
Partita di beneficenza tra l'Associazione Calcio Legnano e le rappresentanze delle contrade di Legnano e dell'Amministrazione comunale allo stadio Giovanni Mari (25 aprile 2016)

Il Legnano si è spesso impegnato in eventi benefici, dalla messa all'asta delle magliette utilizzate negli incontri ufficiali, all'organizzazione di manifestazioni vere e proprie, come quella predisposta nel 2016 dove, in un incontro calcistico, si sono sfidati i giocatori lilla e le rappresentanze dell'amministrazione comunale e del Palio di Legnano.

### Settore giovanile

Luigi Allemandi

Il Legnano ha un settore giovanile che è attivo fin dagli albori della storia della sodalizio sportivo e che ha permesso, insieme ad altre motivazioni, l'assegnazione alla società della Stella d'oro al merito sportivo.
Il primo giocatore lanciato dalle giovanili del Legnano, che ha poi calcato palcoscenici importanti, è stato Luigi Allemandi. Giocò nei Lilla all'inizio degli anni 1920 e si laureò campione del mondo con la Nazionale italiana nel 1934. Nativo della provincia di Cuneo, si trasferì giovanissimo a Legnano con la famiglia. Sul finire dello stesso decennio debuttò, nelle file del Legnano, Giuseppe Bigogno. 

Gigi Riva in allenamento con il Legnano

È di questi decenni il lancio di molti legnanesi nel calcio di alto livello: Angelo Cameroni, Angelo Colombo, Angelo Canavesi, Giovanni Guidi, Carlo Canziani, Francesco Landini, Guido Castoldi, Vinicio Colombo, Elio Pagani, Angelo Rotondi, Albino Bottini, Ferruccio Ratti, Franco Colombo, Camillo Ferrè, Ferruccio Ratti, Angelo Solbiati e Pierino Luraghi. Significativa fu la rosa disponibile per la stagione 1936-1937, giocata in Serie C, che era costituita per metà da calciatori nati a Legnano, da quattro a Busto Arsizio e da tre nati a Rho.
Dopo la fine della seconda guerra mondiale il settore giovanile del Legnano fu gestito dall'ungherese Ferenc Fehér, grazie al cui lavoro vennero lanciati molti giovani promettenti che in seguito ebbero una fortunata carriera calcistica. Tra essi, ci furono Edmondo Colombi, Elia Greco, Remo Morelli, Enzo Mustoni, Angelo Panara, Adelio Crespi e Ernesto Castano.
Degli anni 1960 sono invece Angelo Pereni, Luigi Pogliana, Alberto Vivian, Remo Morelli, Riccardo Talarini, Roberto Melgrati, Paolo Pulici e Gigi Riva. Negli anni 1970, complice la crisi societaria che portò alla retrocessione in Serie D, il settore giovanile conobbe un periodo di involuzione che venne superato negli anni 1980.
Dal campionato 1980-1981 le giovanili del Legnano si arricchirono di una nuova squadra, quella degli Esordienti, che si affiancò alle tre compagini già esistenti: Berretti, Allievi e Giovanissimi. Di questo decennio è il lancio di Marco Simone, Valerio Mazzucato, Rufo Emiliano Verga, Davide Fontolan e Gianluigi Valleriani.
Nella stagione 1990-1991 gli Allievi del Legnano hanno vinto il Campionato Allievi Nazionali Serie C1 e C2.

## Diffusione nella cultura di massa
Il simbolismo dell'Associazione Calcio Legnano e del suo colore sociale, che è molto forte nella città del Carroccio, alla fine del XX secolo ha travalicato i confini locali, superando anche i limiti regionali: il colore lilla del sodalizio legnanese, che non aveva altri esempi in altre società calcistiche italiane, neppure in altre tonalità, nel 1990 è stato scelto come colore sociale dall'A.S. Dolcedo Calcio, sodalizio sportivo dell'omonimo comune ligure. Fu proposto da uno dei fondatori della società ligure in seguito a un incontro calcistico disputato nel 1982 tra il Legnano e l'Imperia, durante il quale il dirigente debuttò in Serie C2 come calciatore.

## Allenatori e presidenti
Di seguito l'elenco degli allenatori e dei presidenti del Legnano.
- 1913-1915 Commissione tecnica: Adamo Bonacina, Gian Guido Piazza, G.M. Riva e Giuseppe Venegoni
- 1915-1916 Commissione tecnica: Adamo Bonacina, Primo Colombo, G.M. Riva e Giuseppe Venegoni
- 1916-1919 Commissione tecnica: Primo Colombo, Adamo Bonacina e Giuseppe Venegoni
- 1919-1923  Primo Colombo e  Adamo Bonacina
- 1923-1925  Imre Schöffer
- 1925-1927  Primo Colombo
- 1927-1928  Imre Schöffer
- 1928-1929  Armand Halmos
- 1929-1930  Luigi Barbesino
- 1930-1931  Luigi Barbesino (1ª-?ª)
 Otto Krappan (?ª-34ª)[119][120]
- 1931-1933  Otto Krappan
- 1933-1934  Vinicio Colombo
- 1934-1935  Enrico Crotti
- 1935-1936  Enrico Crotti
- 1936-1945  Enrico Crotti
- 1945-1946  Attilio Demaria
- 1946-1947  Róbert Winkler
- 1947-1949  Giuseppe Galluzzi
- 1949-1950  Ugo Innocenti
- 1950-1952  Ugo Innocenti e   Héctor Puricelli (D.T.)
- 1952-1953  Ugo Innocenti
- 1953-1954  Giuseppe Galluzzi
- 1954-1957  Ugo Innocenti
- 1957-1959  Mario Zidarich
- 1959-1960  Renato Piacentini
- 1960-1961  Renato Piacentini (1ª-8ª)
 Giuseppe Molina (9ª-34ª)[121]
- 1961-1962  Giuseppe Molina (1ª-9ª)
 Luciano Lupi (10ª-34ª)[122]
- 1962-1963  Luciano Lupi
- 1963-1964  Fausto Braga
- 1964-1967  Luciano Lupi
- 1967-1968  Carlo Facchini
- 1968-1969  Sergio Realini (1ª-24ª)
 Luciano Sassi (25ª-38ª)[123]
- 1969-1970  Carlo Facchini
- 1970-1971  Carlo Facchini (1ª-10ª)
 Luciano Sassi (11ª-38ª)[124]
- 1971-1973  Luciano Sassi
- 1973-1974  Luciano Lupi (1ª-14ª)
 Luigi Balestra (15ª-32ª)
 Giovanni Visentin (33ª-38ª)[125]
- 1974-1975  Fausto Braga (1ª-19ª)
 Mario Trezzi (20ª-38ª)[59]
- 1975-1976  Mario Trezzi
- 1976-1979  Luciano Sassi
- 1979-1980  Adelio Crespi
- 1980-1981  Adelio Crespi (1ª-10ª)
 Pietro Maroso (11ª-34ª)[126]
- 1981-1983  Pietro Maroso
- 1983-1984  Pietro Maroso (1ª-18ª)
 Romualdo Capocci (19ª-34ª)[127]
- 1984-1986  Andrea Valdinoci
- 1986-1987  Giovanni Ardemagni
- 1987-1989  Mauro Bicicli
- 1989-1990  Giorgio Veneri
- 1990-1991  Luciano Magistrelli (1ª-17ª)
 Abramo Rossetti (18ª-34ª)[128]
- 1991-1992  Aldo Capocci e  Abramo Rossetti (1ª-7ª)
 Mauro Bicicli e  Abramo Rossetti (8ª-20ª)
 Giancarlo Danova (21ª-38ª)[72]
- 1992-1993  Marco Torresani
- 1993-1995  Luigi Vallongo
- 1995-1996  Renzo Contratto (1ª-26ª)
 Giovanni Sacchi e  Mauro Bicicli (27ª-34ª e play-out)[78]
- 1996-1997  Loris Boni
- 1997-1998  Carlo Muraro
- 1998-1999  Gian Marco Remondina
- 1999-2000  Roberto Bacchin
- 2000-2001  Roberto Bacchin (1ª-20ª)
 Carlo Muraro (21ª-27ª)
 Ernestino Ramella (28ª-34ª e play-out)[80]
- 2001-2002  Mario Belluzzo (1ª-17ª)
 Ernestino Ramella (18ª-34ª)[129]
- 2002-2003  Ernestino Ramella (1ª-10ª)
 Angelo Gregucci (11ª-34ª)[130]
- 2003-2004  Pierluigi Casiraghi (1ª-27ª)
 Stefano Di Chiara (28ª-34ª e play-out)[131]
- 2004-2005  Stefano Di Chiara (1ª-24ª)
 Arcangelo Sciannimanico (25ª-30ª)
 Giancarlo Oddi (31ª-34ª)[132]
- 2005-2006  Gianpaolo Spagnulo (1ª-20ª)
 Luciano Miani (21ª-34ª)[133]
- 2006-2007  Gianfranco Motta
- 2007-2008  Claudio Gabetta (1ª-12ª)
 Egidio Notaristefano (13ª-34ª)[134]
- 2008-2009  Attilio Lombardo
- 2009-2010  Giuseppe Scienza
- 2010-2011 società inattiva
- 2011-2013  Massimo Rovellini[N 3]
- 2013-2014  Massimo Rovellini (1ª-24ª)[N 3]
 Alessandro Cerri (25ª-34ª e play-off)[135][N 3]
- 2014-2015  Stefano Di Gioia (1ª-15ª)[N 4]
 Aldo Monza (16ª-30ª e play-off)[136]
- 2015-2016  Aldo Monza
- 2016-2017  Simone Banchieri (1ª-5ª)
 Fabrizio Salvigni (6ª-24ª)[137]
 Paolo Tomasoni (25ª-34ª e play-out)[138]
- 2017-2018  Roberto Gatti (1ª-5ª)[139]
 Massimo Rovellini (6ª-21ª)[140]
 Paolo Tomasoni (22ª-32ª)[141]
- 2018-2019  Giampiero Erbetta (1ª-11ª)[142]
 Giuseppe Fiorito (12ª-30ª e play-off)[143]
- 2019-2020  Vincenzo Manzo (1ª-20ª)
 Giovanni Cusatis (21ª-27ª)
- 2020-2021  Lucio Brando (1ª-19ª)
 Marco Sgrò (20ª-38ª)[144]
- 2021-2022  Marco Sgrò
- 2022-2023  Antonio Palo (1ª-15ª)
 Francesco Punzi (16ª-38ª)
- 2023-2024  Raffaele Scudieri (1ª-7ª)
 Roberto Rambaudi (8ª-9ª)
 Gianluca Zattarin (10ª-25ª)
 Andrea Liguori (26ª-33ª)
 Gianluca Zattarin (34ª-38ª e play-out)
- 2024-2025  Giuseppe Di Cuonzo (1ª-2ª)
 Luca Cataldo (3ª-13ª)
 Gianluca Porro (14ª-)

- 1913-1916  Aldo Visconti ed Eugenio Tosi (presidente onorario)
- 1916-1924  Antonio Bernocchi
- 1924-1925  Carlo Delle Piane
- 1925-1927  Ernesto Castiglioni
- 1927-1929  Antonio Bernocchi
- 1929-1931 Comitato di reggenza: Giuseppe Mario Perozzi, Mario Raimondi e Riccardo Pezzoni
- 1931-1933  Ernesto Castiglioni
- 1933-1934  Primo Colombo[N 5]
- 1934-1945  Giulio Riva
- 1945-1952  Pino Mocchetti
- 1952-1953  Luigi Mandelli[N 5]
 Giovanni Mari
- 1953-1954  Giovanni Mari
- 1954-1956  Giuseppe Mario Perozzi[N 6]
- 1956-1959  Davide Casero[N 5]
- 1959-1963  Luciano Caccia
- 1963-1964  Felice Bossi[N 5]
- 1964-1975  Augusto Terreni
- 1975-1979  Rolando Landoni[N 5]
- 1979-1986  Giovanni Mari
- 1986-1987  Ulrico Lucarelli 
 Giovanni Mari
- 1987-1996  Ferdinando Villa
- 1996-1998  Mario Pighetti
- 1998-1999  Mario Pighetti 
 Mauro Rusignuolo
- 1999-2002  Mauro Rusignuolo
- 2002-2005  Antonio Di Bari
- 2005-2007  Giovanni Simone
- 2007-2009  Giuseppe Resta
- 2009-2010  Giacomo Tarabbia
 Alessio Fiore
- 2010-2011 società inattiva
- 2011-2015  Nicolò Zanda[N 7]
- 2015  Salvatore Verdoliva[N 8]
- 2015-2017  Vanessa Paolillo
- 2017  Gigi Cappelletti
- 2017-2022  Giovanni Munafò
- 2022-2024  Emiliano Montanari
- 2024  Enea Benedetto
- 2024-  Sergio Zoppi

## Calciatori

Paolo Pulici (qui al Torino), prodotto del vivaio lilla, esordì da professionista a Legnano nella stagione 1966-1967

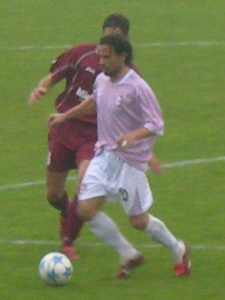
Marco Simone al Legnano nella stagione 2005-2006, in azione contro il nella gara casalinga del 23 ottobre

Angelo Cameroni, al Legnano dal 1916 al 1920 e dal 1921 al 1925

I giocatori più famosi che hanno vestito la casacca lilla sono stati Luigi Allemandi e Atilio Demaría, campioni del mondo nel 1934 con la Nazionale italiana, che hanno giocato nel Legnano, rispettivamente, dal 1921-1922 al 1924-1925 e nel 1945-1946, nonché Gigi Riva e Ernesto Castano, campioni d'Europa nel 1968 con la Nazionale italiana, che hanno vestito la maglia lilla, rispettivamente, nel 1962-1963 e nel 1956-1957. Gigi Riva detiene il record di marcature della Nazionale italiana (ancora imbattuto) con 35 gol.
Hanno giocato nel Legnano anche Rodolfo Ostromann nel 1930-1931, Héctor Puricelli dal 1949-1950 al 1950-1951, Karl-Erik Palmér dal 1951-1952 al 1957-1958, Ilario Castagner nel 1960-1961, Paolo Pulici nella stagione 1966-67, Walter Novellino nel 1971-1972, Daniele Fortunato dal 1980-1981 al 1984-1985, Davide Fontolan dal 1982-1983 al 1985-1986, Luca Landonio nel 1983-1984, dal 1985-1986 al 1987-1988 e dal 1999-2000 al 2000-2001, Cristiano Scapolo dal 2001-2002 al 2003-2004, Jimmy Algerino nel 2004-2005, Julien Brellier nel 2002-2003 e Mirko Valdifiori nel 2007-2008.
Nella stagione 2005-2006, dopo avervi giocato le giovanili, è tornato a vestire la maglia lilla anche Marco Simone, che assieme al fratello Gianni è stato per qualche tempo comproprietario della squadra.

### Hall of Fame
La Hall of Fame del Legnano è:
- Luigi Allemandi (1921-1925)
- Rodolfo Ostromann (1930-1931)
- Bruno Mozzambani (1946-1952)
- Héctor Puricelli (1949-1951)
- Luciano Sassi (1950-1957 e 1958-1964)
- Karl-Erik Palmér (1951-1958)
- Gigi Riva (giovanili e 1962-1963)
- Riccardo Talarini (1962-1978)
- Paolo Pulici (giovanili e 1966-1967)
- Francisco Lojacono (1969-1970)
- Walter Novellino (1970-1972)
- Daniele Fortunato (giovanili e 1980-1985)
- Davide Fontolan (giovanili e 1982-1986)
- Luca Landonio (1983-1984, 1985-1988 e 1999-2001)
- Marco Simone (giovanili e 2005-2006)
- Romualdo Capocci (1970-1979)
- Giovanni Xotta (1973-1985)
- Oscar Lesca (1968-1970, 1971-1975 e 1978-1984)
- Natale Lamera (1956-1960 e 1961-1972)

### Contributo alle Nazionali
Sei calciatori sono stati convocati da una rappresentativa italiana durante il loro periodo di militanza nel Legnano:
- Angelo Cameroni[148] -  Italia
- Emilio Caprile[149] -  Italia
- Elia Legati[150] -  Italia U-20
- Daniele Gasparetto[151] -  Italia U-20
- Alessandro Iacono[152] -  Italia U-18
- Pedro Kamata[153] -  Angola

## Palmarès

### Competizioni interregionali
- Serie C2: 2

1982-1983 (girone B)
2006-2007 (girone A)
- Campionato Nazionale Dilettanti: 1

1992-1993 (girone A)
- Serie D: 1

1999-2000 (girone B)

### Competizioni regionali
- Prima Categoria: 1

Lombardia 1920-1921
- Prima Categoria: 1

2011-2012 (girone N)
- Promozione: 1

2012-2013 (girone A)

### Competizioni giovanili
- Campionato Allievi Nazionali: 1

1990-1991 (torneo Serie C1 e C2)

### Altri piazzamenti

La formazione del Legnano campione d'Italia Allievi 1990-1991

- Prima Categoria:

Secondo posto: 1919-1920 (girone C), 1920-1921 (girone D)
- Prima Divisione:

Secondo posto: 1922-1923 (girone B), 1927-1928 (girone B)
Terzo posto: 1926-1927 (girone B)
- Serie B:

Secondo posto: 1929-1930, 1946-1947 (girone A), 1950-1951, 1952-1953
Terzo posto: 1949-1950, 1954-1955
- Serie C:

Terzo posto: 1942-1943 (girone D)
- Serie C2:

Terzo posto: 1988-1989 (girone B), 1993-1994 (girone A)
- Lega Pro Seconda Divisione

Terzo posto: 2009-2010 (girone A)
- Serie D:

Secondo posto: 1976-1977 (girone B), 1977-1978 (girone B), 2019-2020 (girone B), 2021-2022 (girone B)
- Campionato Nazionale Dilettanti:

Secondo posto: 1997-1998 (girone B)
Terzo posto: 1996-1997 (girone B)
- Eccellenza:

Secondo posto: 2013-2014 (girone A), 2015-2016 (girone A)
Terzo posto: 2018-2019 (girone A)
- Supercoppa di Lega Serie C2:

Secondo posto: 2007
- Coppa Italia Dilettanti Lombardia:

Finalista: 2015-2016

### Onorificenze
Nel 1989 la società è stata insignita dal CONI della Stella d'oro al merito sportivo con questa motivazione:

## Statistiche e record

### Partecipazione ai campionati

#### Campionati nazionali
Nelle 95 stagioni sportive disputate dal Legnano nei campionati nazionali dalla fine della prima guerra mondiale sono compresi otto campionati di Prima Categoria Nazionale/Prima Divisione/Divisione Nazionale (primo livello della piramide calcistica italiana), due campionati di Prima Divisione (quando fu declassato al secondo livello), un campionato di Serie B-C Alta Italia come squadra di C (terzo livello) e venti campionati di Serie C2 (quarto livello). In queste statistiche non sono computati i tornei di guerra, ovvero quei campionati costituiti da amichevoli e organizzati da società affiliate alla F.I.G.C.
| Livello | Categoria                       | Partecipazioni | Debutto   | Ultima stagione | Totale |
| ------- | ------------------------------- | -------------- | --------- | --------------- | ------ |
| 1º      | Prima Categoria                 | 2              | 1919-1920 | 1920-1921       | 11     |
| 1º      | Prima Divisione                 | 5              | 1921-1922 | 1925-1926       | 11     |
| 1º      | Divisione Nazionale             | 1              | 1928-1929 | 1928-1929       | 11     |
| 1º      | Serie A                         | 3              | 1930-1931 | 1953-1954       | 11     |
| 2º      | Prima Divisione                 | 2              | 1926-1927 | 1927-1928       | 16     |
| 2º      | Serie B                         | 14             | 1929-1930 | 1956-1957       | 16     |
| 3º      | Serie C                         | 26             | 1935-1936 | 1974-1975       | 33     |
| 3º      | Serie B-C Alta Italia           | 1              | 1945-1946 | 1945-1946       | 33     |
| 3º      | Serie C1                        | 5              | 1983-1984 | 2007-2008       | 33     |
| 3º      | Lega Pro Prima Divisione        | 1              | 2008-2009 | 2008-2009       | 33     |
| 4º      | Serie D                         | 10             | 1975-1976 | 2023-2024       | 31     |
| 4º      | Serie C2                        | 20             | 1978-1979 | 2006-2007       | 31     |
| 4º      | Lega Pro Seconda Divisione      | 1              | 2009-2010 | 2009-2010       | 31     |
| 5º      | Campionato Nazionale Dilettanti | 4              | 1992-1993 | 1998-1999       | 4      |

#### Campionati regionali
I campionati regionali disputati dall'Associazione Sportiva Dilettantistica Legnano 1913 Calcio nel quadriennio 2011-2015 e dalla ricostituita Associazione Calcio Legnano dopo la riacquisizione del nome storico (2015) possono essere così riassunti:
| Livello | Categoria       | Partecipazioni | Debutto   | Ultima stagione | Totale |
| ------- | --------------- | -------------- | --------- | --------------- | ------ |
| I       | Eccellenza      | 6              | 2013-2014 | 2024-2025       | 6      |
| II      | Promozione      | 1              | 2012-2013 | 2012-2013       | 1      |
| III     | Prima Categoria | 1              | 2011-2012 | 2011-2012       | 1      |

#### Campionati regionali precedenti alla prima guerra mondiale
Il neonato Football Club Legnano, prima dello scoppio della prima guerra mondiale, partecipò a due campionati regionali organizzati dal Comitato Regionale Lombardo: la Promozione Lombarda e la Terza Categoria Lombarda. All'epoca essi rappresentavano, rispettivamente, il secondo e il terzo livello della piramide calcistica italiana.
| Livello | Categoria       | Partecipazioni | Stagione  | Totale |
| ------- | --------------- | -------------- | --------- | ------ |
| 2º      | Promozione      | 1              | 1914-1915 | 1      |
| 3º      | Terza Categoria | 1              | 1913-1914 | 1      |

### Partecipazione alle coppe
Nelle statistiche non sono comprese le stagioni disputate in Coppa Italia Dilettanti durante le quali il Legnano non ha superato la prima fase di qualificazione regionale. Nella tabella è anche compresa l'unica stagione delle finali scudetto dilettanti a cui ha preso parte il Legnano.
| Competizione                    | Partecipazioni | Debutto   | Ultima stagione | Totale |
| ------------------------------- | -------------- | --------- | --------------- | ------ |
| Coppa Italia                    | 8              | 1926-1927 | 1958-1959       | 8      |
| Coppa Alta Italia               | 1              | 1945-1946 | 1945-1946       | 1      |
| Coppa Italia Semiprofessionisti | 9              | 1972-1973 | 1980-1981       | 33     |
| Coppa Italia Serie C            | 22             | 1981-1982 | 2007-2008       | 33     |
| Coppa Italia Lega Pro           | 2              | 2008-2009 | 2009-2010       | 33     |
| Poule Scudetto                  | 2              | 1992-1993 | 1999-2000       | 2      |
| Coppa Italia Serie D            | 6              | 1999-2000 | 2023-2024       | 6      |
| Coppa Italia Dilettanti         | 2              | 1992-1993 | 1998-1999       | 2      |
| Supercoppa di Lega di Serie C2  | 1              | 2007      | 2007            | 1      |

### Statistiche di squadra
Le statistiche salienti del Legnano nei campionati sono:
- Maggior numero di vittorie consecutive
9 (1950-1951 e 2019-2020)
- Maggior numero di pareggi consecutivi
6 (1963-1964 e 1984-1985)
- Maggior numero di sconfitte consecutive
8 (suddivise fra 1950-1951 e 1951-1952)
- Maggior numero di risultati utili consecutivi
23 (suddivisi fra 1981-1982 e 1982-1983)
- Maggior numero di incontri consecutivi senza vittorie
29 (1986-1987)
- Maggior numero di incontri consecutivi senza pareggi
17 (1980-1981)
- Maggior numero di vittorie
25 (1949-1950)
- Minor numero di vittorie
2 (1986-1987)
- Maggior numero di pareggi
19 (1971-1972 e 1985-1986)
- Minor numero di pareggi
3 (1940-1941)
- Maggior numero di sconfitte
25 (1951-1952)
- Minor numero di sconfitte
2 (1999-2000)
- Maggior numero di reti segnate
89 (1950-1951)
- Minor numero di reti segnate
15 (1985-1986 e 1986-1987)
- Maggior numero di reti subite
85 (1951-1952)
- Minor numero di reti subite
15 (1997-1998)
- Vittoria con più largo scarto
vs. Seregno 7-0 (1950-1951) e vs. Caratese 7-0 (1992-1993)
- Vittoria con maggior numero di gol segnati
vs. Treviso 8-2 (1950-1951)
- Sconfitta con più largo scarto
vs. Pro Vercelli 8-0 (1930-1931)
- Sconfitta con maggior numero di gol subiti
vs. Pro Vercelli 8-0 (1930-1931), vs. Mantova 8-2 (1958-1959) e vs. Caravaggio 8-1 (2023-2024)
- Pareggio con maggior numero di gol
vs. Padova 4-4 (2008-2009)
- Rete numero 1 000
Mozzambani vs Napoli (1951-1952)
- Rete numero 2 000
Zitta vs. Seregno (1979-1980)
- Rete numero 3 000
Lanteri vs. Sambenedettese (2008-2009)
- Maggior numero di incontri senza reti segnate
7 (1985-1986)
- Maggior numero di giocatori impiegati in un campionato
31 (2003-2004)
- Minor numero di giocatori impiegati in un campionato
15 (1945-1946)
- Maggior numero di giocatori stranieri impiegati in un campionato
4 (2003-2004, 2004-2005 e 2008-2009)

### Statistiche individuali
Di seguito l'elenco dei 10 calciatori che contano più presenze e reti nei campionati con la maglia del Legnano.
| Record di presenze - 401 Riccardo Talarini - 390 Natale Lamera - 389 Oscar Lesca - 319 Luciano Lupi - 312 Giovanni Xotta - 311 Luciano Sassi - 292 Romualdo Capocci - 270 Pier Luigi Castellazzi - 257 Davide Roncaglia - 220 Lorenzo Colpo | Record di reti - 77 Bruno Mozzambani - 55 Umberto Guarnieri - 50 Renato Ricci - 46 Emilio Caprile - 38 Giorgio Ive - 35 Giovanni Livieri - 34 Silvano Pravisano - 33 Massimo Rovellini - 33 Luigi Tirapelle - 32 Giovanni Brenna - 32 Riccardo Cocuzza |

## Tifoseria

### Storia

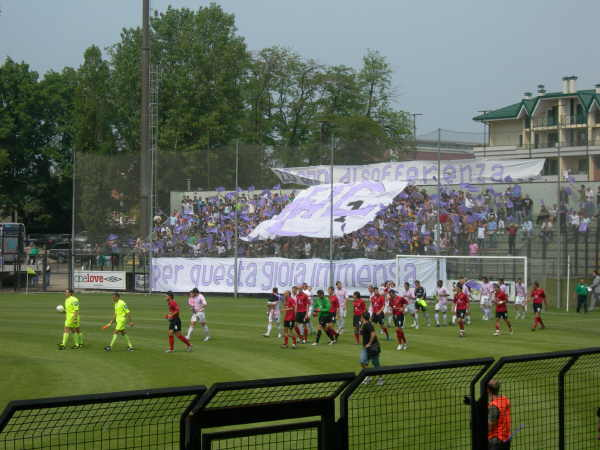
Tifosi lilla durante la partita Legnano-Carpenedolo del 13 maggio 2007 giocata allo stadio Giovanni Mari

Uno dei poli di riferimento della tifoseria organizzata del Legnano è il Me Car Legnan - Lilla Club, sodalizio fondato nel 2013 che perpetua la tradizione consociativa avente origine negli anni 1960, allorché si costituirono le prime associazioni di tifosi lilla, e che ha le sue radici nel 1976, anno di fondazione del primo Lilla Club. Il nome del circolo ricalca il titolo del primo inno dell'Associazione Calcio Legnano, Me Car Legnan. Nel 2017 è stato fondato un secondo club di tifosi del Legnano, il Lilla club fedelissimi, il cui nome richiama un omonimo e storico club lilla dai cui ha ereditato anche il logo.
La tifoseria organizzata d'ispirazione ultras del Legnano (che in occasione delle partire casalinghe della squadra prende tradizionalmente posto nella Curva Nord dello stadio Giovanni Mari) ha come gruppo di riferimento i Boys Lilla, fondati nel 1980, cui si affiancano altre compagini denominate Scalmanati, Gente Guasta, Falange Lilla e Vecchia Guardia.

### Gemellaggi e rivalità
(Franco Scoglio)

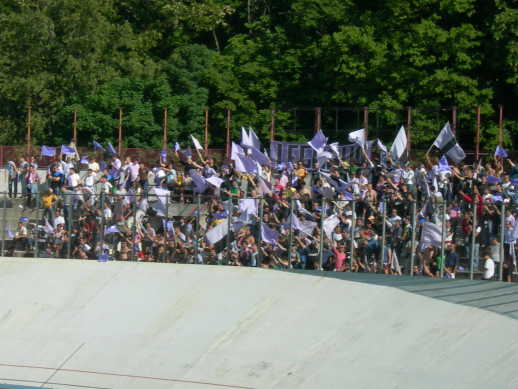
Tifosi lilla durante la partita Varese-Legnano del 6 maggio 2007, in occasione della quale i legnanesi furono promossi in Serie C1

Vista la vicinanza dei due comuni, la rivalità più accesa è quella nei confronti della Pro Patria, che è la squadra calcistica più importante della confinante Busto Arsizio. Spesso i destini delle due squadre si sono incrociati, anche in Serie A, generando il Derby dell'Altomilanese. L'antagonismo tra le due squadre calcistiche nacque nel 1928, in occasione del primo scontro diretto ufficiale tra le due compagini, in un periodo in cui entrambe le formazioni ambivano, a fortuna alterne, alla Divisione Nazionale, che all'epoca era il nome del campionato di massimo livello del calcio italiano. Un derby Legnano-Pro Patria è stata l'occasione in cui è avvenuta l'intitolazione a Giovanni Mari dello stadio di via Pisacane. 

Un'immagine di Legnano-Pro Patria del 5 aprile 1931, 7ª giornata di ritorno del campionato di Serie A, terminata

La rivalità tra Legnano e Busto Arsizio, che non è solo calcistica, è antica di secoli. Attriti tra le due comunità esistono infatti sin dal Medioevo. In questa epoca storica Busto Arsizio gravitava intorno al Seprio, mentre Legnano era legata al suo antagonista, ovvero a Milano. Il borgo legnanese, infatti, rappresentava, per chi proveniva da nord, un facile accesso al contado milanese, dato che si trovava allo sbocco della Valle Olona, che termina a Castellanza; tale varco doveva essere quindi chiuso e strenuamente difeso per prevenire l'attacco a Milano, che era agevolato anche dalla presenza di un'importante strada che esisteva fin dall'epoca romana, la via Severiana Augusta, che congiungeva Mediolanum (la moderna Milano) con il Verbannus Lacus (il Lago Verbano, ovvero il Lago Maggiore). Il suo percorso fu poi ripreso da Napoleone Bonaparte per realizzare la strada statale del Sempione. Il legame tra Milano e Legnano non fu solo militare, ma anche economico: infatti, Legnano e gli altri contadi che gravitavano intorno al capoluogo meneghino, fornivano a Milano anche parte delle derrate alimentari prodotte. A partire dal Medioevo sempre più famiglie nobiliari milanesi iniziarono a soggiornare a Legnano in vari periodi dell'anno e ad acquistare immobili nel borgo legnanese. Questo ruolo acuì gli attriti con Busto Arsizio, che invece continuò ad essere legata, come accennato, al Seprio, che fu poi annesso alla nascente Signoria di Milano nel 1339.
Altre rivalità calcistiche sono con le tifoserie della Cremonese, del Novara, del Padova, del Pavia, del Saronno, della Triestina, del Varese del Piacenza. Un tempo erano tifoserie amiche gli ultras dell'Aosta e dell'Omegna. I tifosi lilla hanno conservato il gemellaggio con le tifoserie dell'Arbus, del Mestre e della Sanremese.

### Esplicative
1. 1 2  Il 1º gennaio 1913 è una data simbolica: cfr  www.statistichelilla.it/home.htm (archiviato dall'url originale il 21 dicembre 2010).
2. ↑  Le partite di spareggio all'epoca non terminavano dopo i tempi supplementari: si andava avanti ad oltranza fino al primo e decisivo gol di una delle due squadre (adesso chiamato sudden death o golden goal). Permanendo la situazione di parità, in caso di sopravvenuta oscurità, la gara veniva sospesa e fatta ripetere.
3. 1 2 3  Allenatore dell'Associazione Sportiva Dilettantistica Legnano 1913.
4. ↑  Prima allenatore dell'Associazione Sportiva Dilettantistica Legnano 1913, poi dell'A.C. Legnano.
5. 1 2 3 4 5  Commissario straordinario.
6. ↑  Commissario reggente.
7. ↑  Presidente dell'Associazione Sportiva Dilettantistica Legnano 1913.
8. ↑  Prima presidente dell'Associazione Sportiva Dilettantistica Legnano 1913, poi dell'A.C. Legnano.

### Bibliografiche
1. 1 2 3   Registrato l'inno ufficiale: Lilla, siamo noi, su aclegnano.com. URL consultato il 29 luglio 2015 (archiviato dall'url originale il 7 agosto 2015).
2. 1 2 3   LND - Comunicato nº 6 - Comitato Regionale Lombardia, su lnd.it, 31 luglio 2015. URL consultato il 10 settembre 2015 (archiviato dall'url originale il 7 settembre 2015).
3. 1 2 3 4  Welter, Legnano, p. 98.
4. 1 2 3 4 5 6  Fontanelli, p. 32.
5. 1 2 3 4  Fontanelli, p. 12.
6. 1 2   Legnano Calcio: i cento anni della mitica "Casacca Lilla", su labissa.com. URL consultato il 25 settembre 2015.
7. ↑   Sentenza del Tribunale (JPG), su statistichelilla.it. URL consultato il 15 giugno 2015 (archiviato dall'url originale il 24 settembre 2015).
8. 1 2   Ripreso simbolo e nome AC LEGNANO, su aclegnano.com. URL consultato il 15 giugno 2015 (archiviato dall'url originale il 4 luglio 2015).
9. 1 2 3 4  D'Ilario, 1993, p. 37.
10. ↑  D'Ilario, 1993, p. 43.
11. 1 2 3 4 5 6 7 8 9 10 11 12 13 14   Cronologia dell'A.C. Legnano, su statistichelilla.it. URL consultato il 15 giugno 2015 (archiviato dall'url originale il 13 agosto 2013).
12. ↑  Fontanelli, p. 49.
13. ↑  D'Ilario, 1993, p. 44.
14. ↑  Fontanelli, p. 57.
15. ↑   Il Campionato di Foot-Ball, La Stampa, 20 giugno 1921,  p. 4.
16. ↑   Il Campionato si... diverte!, La Stampa, 27 giugno 1921,  p. 4.
17. 1 2  Fontanelli, p. 58.
18. ↑  D'Ilario, 1993, p. 45.
19. ↑  Fontanelli, pp. 59-60.
20. ↑  D'Ilario, 1993, p. 55.
21. ↑  Fontanelli, p. 73.
22. ↑  D'Ilario, 1993, p. 56.
23. ↑  Fontanelli, p. 77.
24. ↑  Fontanelli, p. 85.
25. ↑  Fontanelli, p. 88.
26. ↑  D'Ilario, 1993, p. 60.
27. ↑  D'Ilario, 1993, p. 61.
28. ↑  Fontanelli, p. 92.
29. ↑  D'Ilario, 1993, p. 63.
30. ↑  Fontanelli, p. 98.
31. ↑  D'Ilario, 1993, pp. 63-66.
32. ↑  Fontanelli, p. 115.
33. ↑  D'Ilario, 1993, pp. 66-69.
34. ↑  Fontanelli, pp. 124 e 127.
35. ↑  D'Ilario, 1993, pp. 69-74.
36. ↑  Fontanelli, p. 143.
37. ↑  D'Ilario, 1993, p. 74.
38. ↑  Fontanelli, p. 146.
39. ↑  Fontanelli, pp. 145-147.
40. ↑  D'Ilario, 1993, p. 77.
41. ↑  Fontanelli, p. 152.
42. ↑  D'Ilario, 1993, pp. 80-81.
43. ↑  Fontanelli, p. 158.
44. ↑  D'Ilario, 1993, pp. 89-93.
45. ↑  Fontanelli, p. 178.
46. ↑  D'Ilario, 1993, pp. 93-98.
47. ↑  Fontanelli, pp. 183-184.
48. ↑  D'Ilario, 1993, pp. 100-106.
49. ↑  Fontanelli, pp. 188-189.
50. 1 2  Fontanelli, p. 194.
51. ↑  D'Ilario, 1993, pp. 114-116.
52. ↑  Fontanelli, p. 202.
53. ↑  D'Ilario, 1993, pp. 116-118.
54. 1 2  Fontanelli, p. 206.
55. ↑  D'Ilario, 1993, pp. 189-190.
56. ↑  D'Ilario, 1993, p. 131.
57. ↑  Fontanelli, p. 253.
58. ↑  D'Ilario, 1993, p. 136.
59. 1 2  Fontanelli, p. 274.
60. ↑  Fontanelli, p. 282.
61. ↑  D'Ilario, 1993, pp. 136-138.
62. ↑  Fontanelli, p. 285.
63. ↑  D'Ilario, 1993, pp. 138-141.
64. 1 2  Fontanelli, p. 288.
65. ↑  D'Ilario, 1993, pp. 148-151.
66. ↑  Fontanelli, p. 302.
67. ↑  D'Ilario, 1993, pp. 156-157.
68. ↑  Fontanelli, p. 314.
69. ↑  D'Ilario, 1993, pp. 159-160.
70. ↑  Fontanelli, p. 321.
71. ↑  D'Ilario, 1993, pp. 164-166.
72. 1 2  Fontanelli, p. 333.
73. 1 2 3 4  D'Ilario, 1993, p. 161.
74. ↑  D'Ilario, 1993, pp. 166-170.
75. ↑  Fontanelli, p. 337.
76. ↑  Fontanelli, p. 341.
77. ↑  Fontanelli, p. 344.
78. 1 2  Fontanelli, p. 347.
79. ↑  Fontanelli, p. 366.
80. 1 2  Fontanelli, p. 371.
81. ↑  Fontanelli, p. 388.
82. ↑   Spezia, la gioia dopo la grande paura batte il Legnano e torna in Lega Pro, su ricerca.repubblica.it, repubblica.it. URL consultato il 15 giugno 2015.
83. 1 2 3   La cronistoria della morte dell'A.C. Legnano, su statistichelilla.it. URL consultato il 15 giugno 2015 (archiviato dall'url originale il 18 giugno 2015).
84. ↑   Fuori l'Ancona e 20 club di Lega Pro, su repubblica.it. URL consultato il 15 giugno 2015.
85. ↑   Legnano - orgoglio lilla a Legnano, su regioni.ilcalcioillustrato.it, ilcalcioillustrato.it. URL consultato il 15 giugno 2015 (archiviato dall'url originale il 18 giugno 2015).
86. 1 2 3   Storia, su aclegnano.com. URL consultato il 15 giugno 2015 (archiviato dall'url originale il 4 luglio 2015).
87. ↑   Ritorna il marchio dell'AC Legnano 1913, su ilgiorno.it. URL consultato il 15 giugno 2015.
88. ↑   Il neo presidente Vanessa Paolillo firma la domanda di ripescaggio in D, su aclegnano.com. URL consultato il 3 luglio 2015 (archiviato dall'url originale il 4 luglio 2015).
89. ↑   Calcio Eccellenza / Delusione Legnano: non è ripescato in Serie D, su ilgiorno.it. URL consultato il 5 agosto 2015.
90. ↑   Iacovelli e Borlina gelano il Legnano. L'Ardor Lazzate vince la Coppa Italia Eccellenza, su ilgiorno.it. URL consultato il 19 dicembre 2015.
91. ↑   Legnano - Casale 3-2, su legnanonews.com. URL consultato l'8 maggio 2017.
92. ↑   Serie D / Festa Bustese, 3-0 al Legnano ed è salva. Lilla ko e in Eccellenza, su ilgiorno.it. URL consultato il 21 maggio 2017.
93. ↑   Comunicato ufficiale nº 63 - Stagione sportiva 2019/2020, su lnd.it. URL consultato il 14 agosto 2019.
94. ↑   Legnano venduto alla Global Service S.p.A. - Giovanni Munafò cede ad Emiliano-M;ontanari, su aclegnano.it. URL consultato il 5 dicembre 2022.
95. ↑   Il Legnano calcio cambia proprietà da Montanari a Benedetto, ex presidente dell'Alessandria, su legnanonews.com. URL consultato il 30 marzo 2024.
96. ↑   Legnano, l'incubo è realtà: i lilla crollano con la Castellanzese (0-5) e retrocedono in Eccellenza, su legnanonews.com. URL consultato il 12 maggio 2024.
97. ↑   Presentata la nuova maglia al Welcome Hotel, su aclegnano.com. URL consultato il 31 luglio 2015 (archiviato dall'url originale il 5 marzo 2016).
98. 1 2 3  D'Ilario, 1984, p. 96.
99. ↑  Autori vari, p. 75.
100. ↑  Ferrarini, p. 130.
101. ↑  Grillo, p. 155.
102. 1 2   "Me car Legnan" - L'inno ufficiale di Legnano, su statistichelilla.it. URL consultato il 24 luglio 2015 (archiviato dall'url originale il 5 giugno 2009).
103. ↑  D'Ilario, 1993, p. 46.
104. ↑   Allenamenti, su aclegnano.com. URL consultato il 16 giugno 2015 (archiviato dall'url originale il 17 giugno 2015).
105. ↑   Giuseppe Tosi, su statistichelilla.it. URL consultato il 22 maggio 2016 (archiviato dall'url originale il 24 giugno 2016).
106. ↑   Legnano - Società, su aclegnano.it. URL consultato il 30 marzo 2024.
107. ↑   Legnano - Nuovo organigramma, su aclegnano.it. URL consultato il 10 ottobre 2023.
108. ↑   Vincenzo Minguzzi nuovo direttore sportivo del Legnano calcio "per dare la scossa che la piazza merita", su legnanonews.com. URL consultato il 16 dicembre 2023.
109. ↑  Fontanelli, pp. 33-394.
110. ↑   Legnano, proibito fallire, su prealpina.it. URL consultato l'8 maggio 2016.
111. ↑   Legnano - Nazionale contrade (4-4), su legnanonews.com. URL consultato l'8 maggio 2016.
112. ↑  D'Ilario, 1993, p. 192.
113. 1 2 3 4  D'Ilario, 1993, p. 193.
114. ↑  Fontanelli, p. 124.
115. 1 2 3  D'Ilario, 1993, p. 194.
116. 1 2  D'Ilario, 1993, p. 199.
117. 1 2   I Lilla di Dolcedo (Imperia), su statistichelilla.it. URL consultato l'11 maggio 2016 (archiviato dall'url originale il 3 settembre 2015).
118. ↑  Fontanelli, pp. 10-11.
119. ↑  Fontanelli, p. 102.
120. ↑  Il testo di Fontanelli e Zottino non specifica in che giornata ci fu l'avvicendamento tra i due allenatori.
121. ↑  Fontanelli, p. 221.
122. ↑  Fontanelli, p. 225.
123. ↑  Fontanelli, p. 249.
124. ↑  Fontanelli, p. 257.
125. ↑  Fontanelli, p. 270.
126. ↑  Fontanelli, p. 296.
127. ↑  Fontanelli, p. 305.
128. ↑  Fontanelli, p. 329.
129. ↑  Fontanelli, p. 376.
130. ↑  Fontanelli, pp. 381-382.
131. ↑  Fontanelli, pp. 387-389.
132. ↑   A.C. Legnano - Stagione 2004-2005 (PDF), su legnanocalcio.it. URL consultato il 17 ottobre 2016.
133. ↑   A.C. Legnano - Stagione 2005-2006 (PDF), su legnanocalcio.it. URL consultato il 17 ottobre 2016.
134. ↑   A.C. Legnano - Stagione 2007-2008 (PDF), su legnanocalcio.it. URL consultato il 17 ottobre 2016.
135. ↑   Cerri, mister lilla: «Pro, stai pure lì dove sei... veniamo noi a prenderti!», su legnanonews.com. URL consultato il 17 ottobre 2016.
136. ↑   Calcio Eccellenza - Aldo Monza nuovo allenatore del Legnano, su ilgiorno.it. URL consultato il 17 ottobre 2016.
137. ↑   Il Legnano cambia: via Banchieri, Salvigni promosso allenatore, su varesenews.it. URL consultato il 17 ottobre 2016.
138. ↑   Ac Legnano, Tomasoni, si presenta: "un onore allenare qui, giocheremo gara per gara", su ilgiorno.it. URL consultato il 21 febbraio 2017.
139. ↑   Roberto Gatti, nuovo mister lilla, su legnanonews.com, ilgiorno.it. URL consultato il 6 giugno 2017.
140. ↑   Legnano, panchina a Rovellini, ma se ne va anche Cuscunà, su varesenews.it. URL consultato il 5 ottobre 2017.
141. ↑   Legnano Calcio, esonerato Rovellini torna Tomasoni, su ilgiorno.it. URL consultato il 6 febbraio 2018.
142. ↑   Eccellenza - Giampiero Erbetta nuovo allenatore del Legnano, su ilgiorno.it. URL consultato il 3 giugno 2018.
143. ↑   Il nuovo mister del Legnano sarà Giuseppe Fiorito, su sportlegnano.it. URL consultato il 25 novembre 2018.
144. ↑   E' Marco Sgro il nuovo tecnico del Legnano!, su aclegnano.it, 8 febbraio 2021.
145. ↑   Ac Legnano 1913 un mito cancellato dai campi Ma la città non dimentica, su ilgiorno.it. URL consultato il 17 giugno 2015.
146. ↑  Fontanelli, pp. 15-19.
147. ↑   Il Mari inaugura la sua Hall of Fame, su aclegnano.it. URL consultato il 7 settembre 2019..
148. ↑   Cameroni Angelo, su figc.it. URL consultato il 12 giugno 2015 (archiviato dall'url originale il 14 giugno 2015).
149. ↑   Caprile Emilio, su figc.it. URL consultato il 12 giugno 2015 (archiviato dall'url originale il 2 febbraio 2014).
150. ↑   Legati Elia, su figc.it. URL consultato il 12 giugno 2015 (archiviato dall'url originale il 14 giugno 2015).
151. ↑   Gasparetto Daniele, su figc.it. URL consultato il 12 giugno 2015 (archiviato dall'url originale il 14 giugno 2015).
152. ↑   Iacono Alessandro, su figc.it. URL consultato il 12 giugno 2015 (archiviato dall'url originale il 14 giugno 2015).
153. ↑   Associazione Calcio Legnano - Stagione 2005/06 - Serie C2 girone A (PDF), su legnanocalcio.it. URL consultato il 18 dicembre 2015.
154. ↑   Records e curiosità, su statistichelilla.it. URL consultato il 12 giugno 2015 (archiviato dall'url originale il 24 settembre 2015).
155. ↑  Fontanelli, p. 21.
156. ↑   I fedelissimi, su statistichelilla.it. URL consultato il 1º giugno 2015 (archiviato dall'url originale il 13 aprile 2013).
157. ↑   I cannonieri [collegamento interrotto], su statistichelilla.it. URL consultato il 1º giugno 2015.
158. ↑  Fontanelli, p. 14.
159. 1 2   Nasce il Lilla Club "Me Car Legnan", su varesenews.it. URL consultato il 29 luglio 2015.
160. ↑   Rinasce il "Lilla Club", su legnanonews.com. URL consultato il 29 luglio 2015.
161. 1 2 3 4 5   Ultras in Italia: Lombardia, su biangoross.com. URL consultato il 31 luglio 2015 (archiviato dall'url originale il 24 ottobre 2014).
162. ↑   Nasce il "Lilla club fedelissimi", quartier generale al bocciodromo, su ilgiorno.it. URL consultato il 28 aprile 2017.
163. ↑   Boys Lilla Legnano, su ultraslegnano.it. URL consultato il 17 giugno 2015 (archiviato dall'url originale il 2 luglio 2015).
164. ↑   «Sono il Professore di un calcio malato», su archiviostorico.corriere.it, corriere.it. URL consultato il 16 giugno 2015 (archiviato dall'url originale il 5 marzo 2009).
165. ↑  D'Ilario, 1993, p. 59.
166. ↑  D'Ilario, 1993, p. 190.
167. ↑  D'Ilario, 1993, p. 191.
168. ↑  D'Ilario, 1993, p. 189.
169. 1 2 3  D'Ilario, 1984, p. 35.
170. ↑  Autori vari, p. 18.
171. ↑  Agnoletto, p. 38.
172. ↑  Soprintendenza, p. 18.
173. ↑  D'Ilario, 1984, p. 23.
174. ↑  D'Ilario, 1984, p. 20.
175. ↑   Matteo Castagnoli, Scontri con mazze di ferro alla partita Legnano-Piacenza: undici Daspo per i tifosi, su milano.corriere.it, 19 gennaio 2024.